# Medalla de Waterloo (Hannover)
La Medalla Hannoveriana de Waterloo (en alemán: hannoversche Waterloo-Medaille) fue una condecoración que se emitió a todos los miembros del ejército de Hannover que lucharon en las batallas de Quatre Bras y Waterloo del 16 al 18 de junio de 1815.

## Historia
La Medalla Hannoveriana de Waterloo, al igual que la Medalla Británica de Waterloo, tiene un perfil laureado de la cabeza del Príncipe Regente Jorge IV, con la frase GEORG. PRINZ. REGENT, 1815, rodeándolo.
En el reverso hay dos ramas de laurel y una coraza, con dos lanzas y dos estandartes cruzados a cada lado; debajo está la fecha, WATERLOO JUN. XVIII., y arriba, en letras romanas, HANNOVER SCHER TAPFERKEIT. Alrededor de los bordes están el nombre del soldado, el regimiento, etc.
Esta medalla fue fundada por Jorge, el Príncipe Regente en diciembre de 1817, y fue otorgada a cada soldado que estuvo presente en el ejército de Hanover en la Batalla de Waterloo. Está suspendido por una cinta carmesí con bordes de color azul claro, y al propietario se le permitió usar esta cinta sin la medalla, contrariamente a la regla que prevalecía en Gran Bretaña.
Diferente también de la costumbre en Gran Bretaña fue  que cuando se emitió, la medalla seguía siendo propiedad del soldado, y si dejaba el servicio militar, todavía se le permitía usarlo. Sin embargo, no podía transferirse bajo ninguna circunstancia de un soldado a otro, pero después de la muerte del primer destinatario de la misma, se ordenó que permaneciera en su familia como una reliquia familiar. Las tropas de Hanóver, excluidas las de la Legión Alemana del Rey, presentes los días 16, 17 y 18 de junio en la Batalla de Quatre Bras y Waterloo, bajo el mando del General Charles Alten , ascendieron a casi 16.900 hombres, equivalentes al 18% del ejército aliado de Wellington.

## Otras medallas de Waterloo
Cinco naciones de la Séptima Coalición crearon medallas para los soldados que participaron en la campaña:
1. Medalla de Waterloo británica (para el ejército británico y legión alemana del rey).
2. Medalla de Waterloo de Brunswick.
3. Medalla de Waterloo de Hannover.
4. Medalla de Waterloo de Nassau.
5. Medalla de Waterloo de Prusia.

## Galería

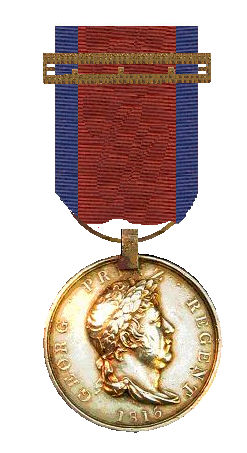
La medalla con cinta
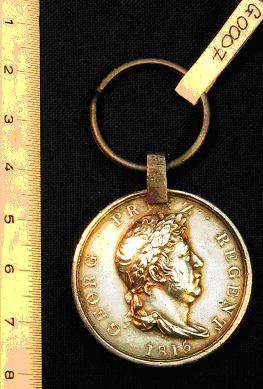
Frente
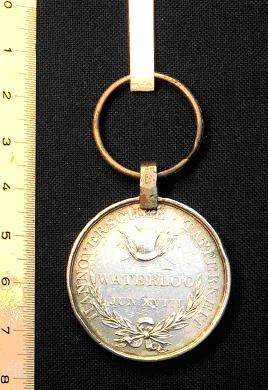
Reverso
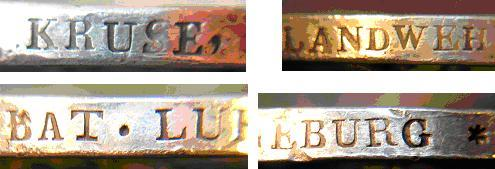
Bordes
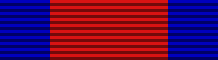
Cinta